# Сборная Грузии по шахматам
Сборная Грузии по шахматам представляет Грузию на международных шахматных турнирах. Контроль и организацию осуществляет Грузинская шахматная федерация. Наивысший рейтинг сборной — 2637 (2010).

## Международные турниры
| Шахматная олимпиада | Шахматная олимпиада | Шахматная олимпиада |
| Год                 | Город               | Место               |
| ------------------- | ------------------- | ------------------- |
| 1992                | Манила              | 8 место             |
| 1994                | Москва              | 10 место            |
| 1996                | Ереван              | 8 место             |
| 1998                | Элиста              | 7 место             |
| 2000                | Стамбул             | 6 место             |
| 2002                | Блед                | 4 место             |
| 2004                | Кальвиа             | 21 место            |
| 2006                | Турин               | 14 место            |
| 2008                | Дрезден             | 11 место            |
| 2010                | Ханты-Мансийск      | 30 место            |
| 2012                | Стамбул             | 36 место            |
| 2014                | Тромсё              | 44 место            |
| 2016                | Баку                | 24 место            |

| Командный чемпионат мира | Командный чемпионат мира | Командный чемпионат мира |
| Год                      | Город                    | Место                    |
| ------------------------ | ------------------------ | ------------------------ |
| 2005                     | Беер-Шева                | 7 место                  |

| Командный чемпионат Европы | Командный чемпионат Европы | Командный чемпионат Европы |
| Год                        | Город                      | Место                      |
| -------------------------- | -------------------------- | -------------------------- |
| 1992                       | Дебрецен                   | 9 место                    |
| 1997                       | Пула                       | 8 место                    |
| 1999                       | Батуми                     | 28 место                   |
| 2001                       | Леон                       | 16 место                   |
| 2003                       | Пловдив                    | 3 место                    |
| 2005                       | Гётеборг                   | 7 место                    |
| 2007                       | Ираклион                   | 13 место                   |
| 2009                       | Нови-Сад                   | 13 место                   |
| 2011                       | Порто Каррас               | 13 место                   |
| 2013                       | Варшава                    | 6 место                    |
| 2015                       | Рейкьявик                  | 9 место                    |
| 2017                       | Крит                       | 19 место                   |
| 2019                       | Батуми                     | 11 место                   |

## Статистика
| Турнир                     | Участий | Годы      | Лучший результат |
| -------------------------- | ------- | --------- | ---------------- |
| Шахматная олимпиада        | 11      | 1992—2012 | 4 место (2002)   |
| Командный чемпионат мира   | 1       | 2005      | 7 место (2005)   |
| Командный чемпионат Европы | 9       | 1992—2011 | 3 место (2003)   |

## Состав сборной

### Состав сборной 2012
| Доска          | Шахматист          | Рейтинг |
| -------------- | ------------------ | ------- |
| 1-я            | Михаил Мчедлишвили | 2659    |
| 2-я            | Мераб Гагунашвили  | 2578    |
| 3-я            | Торнике Саникидзе  | 2585    |
| 4-я            | Леван Панцулая     | 2575    |
| резервная      | Константин Шанава  | 2569    |
| Сборная Грузии | Сборная Грузии     | 2599    |

### Гвардейцы
Чаще других за сборную выступали: 
- На шахматных олимпиадах: Зураб Азмайпарашвили (7 раз)
- На командных чемпионатах Европы: Баадур Джобава (6 раз)

## Достижения

### Сборной
Командный чемпионат Европы по шахматам
- Бронзовый призёр — 2003

### Индивидуальный зачёт
Наиболее успешные игроки сборной:
- На шахматных олимпиадах: 2  Баадур Джобава — 4-я доска и лучший рейтинг-перфоменс 2842 (2004)
- На командных чемпионатах мира:  Мераб Гагунашвили — 2-я резервная доска (2005)
- На командных чемпионатах Европы: Георгий Качеишвили
  -  лучший рейтинг-перфоменс 2759 (2003)
  -  резервная доска (1997)
  -  4-я доска (2003)

## Вторая сборная
На домашнем командном чемпионате Европы 1999 года на правах хозяев Грузия выдвинула помимо основной также вторую сборную. Однако её результаты были вне учёта.